# Мілепора
Мілепора (Millepora) — рід гідроїдних кнідарій родини Мілепорові (Milleporidae). Родина Мілепорові (Milleporidae) характеризується сильним розвитком зовнішнього скелета, в якому відкладаються вапнякові солі; Мілепора має вигляд твердих пластинчастих колоній, схожих на корали. Поширені в теплих морях, де беруть вельми діяльну участь в утворенні коралових рифів.

## Поширення
Мілепора поширена в багатьох морях з теплою водою. Селяться корали мілепора на коралових рифах і самі стають частиною рифів. Найголовніші місця скупчення цих тварин знаходяться у Червоному морі і трохи менше видів зустрічається у Карибському морі. Мілепори воліють селитися у прибережній зоні і практично не зустрічаються далеко від берега.

## Опис
Мілепора являє собою тварину, зовнішній вигляд якої можна порівняти з чагарником або деревом. Тіло колонії складається з двох відділів: перший відділ — зовнішня частина колонії, яка складається з щупалець, дуже схожих на гіллястий чагарник, другий відділ розташовується усередині (під першим) і являє собою якийсь твердий клубок неправильної форми. Головний «стовбур» гілок має товщину від 10 до 15 міліметрів, а «гілки» — не більше п'яти міліметрів. Перший відділ, тобто щупальця призначені для вилову здобичі та її транспортування в другій відділ, де їжа перетравлюється.

## Отруйність
Тіло мілепори (її верхня гілляста частина) має обпалюючі органи, схожі на органи кропиви. Дотик до гілок мілепори відкритими ділянками шкіри загрожує отриманням дуже сильного опіку. Тіла коралів меліпора дуже красиві і привертають увагу нирців, які намагаються доторкнуться до підводного дерева або відламати «гілку», щоб розглянути її уважніше. У момент зіткнення людина отримує дуже чутливий опік, по больових відчуттів його можна порівняти з опіком розпеченого металу.
На місці опіку через кілька годин з'являється пухир, який протягом декількох днів лопається, оголюючи виразку. У свою чергу виразка затягується дуже довго і болісно, а на її місці на все життя залишається помітний шрам. Опік вогняного корала не смертельний, але може викликати больовий шок і втрату свідомості, що дуже небезпечно під час занурення.

## Класифікація
Рід містить 13 видів:
- Millepora alcicornis Linnaeus, 1758
- Millepora boschmai de Weerdt & Glynn, 1991
- Millepora braziliensis Verrill, 1868
- Millepora complanata Lamarck, 1816
- Millepora dichotoma (Forsskål, 1775)
- Millepora exaesa (Forsskål, 1775)
- Millepora foveolata Crossland, 1952
- Millepora intricata Milne-Edwards & Haime, 1860
- Millepora laboreli Amaral, 2008
- Millepora latifolia Boschma, 1948
- Millepora platyphylla Hemprich & Ehrenberg, 1834
- Millepora squarrosa Lamarck, 1816
- Millepora tenera Boschma, 1948